# اعتراف در بستر مرگ
اعتراف در بستر مرگ اقرار یا اعترافی است که فردی در بستر مرگ خود انجام می‌دهد، یعنی هنگامی که به مرگ نزدیک می‌شود.
چنین اعترافاتی، ممکن است به کاهش احساس گناه یا پشیمانی فرد در حال مرگ کمک کند و به او اجازه می‌دهد آخرین لحظات خود را، فارغ از هرگونه راز یا گناهی که برای مدت طولانی از زندگی خود پنهان کرده است، سپری کند. اگر مذهبی باشد، اعتراف‌کننده ممکن است باور داشته باشد که اعتراف باعث بخشش او از سوی قدرتی بالادست می‌شود و به او، اجازه ورود به مکان بهتری پس از مرگ می‌دهد. دلیل دیگر ممکن است این باشد که فردی که به مرگ نزدیک می‌شود، نمی‌تواند برای اعتراف با مجازات مهمی مانند شرم یا حبس مواجه شود. اعترافات در بستر مرگ را می‌توان به هرکسی بیان کرد، به احتمال زیاد اعضای خانواده و کارکنان پزشکی که آن‌ها را بشنوند، زیرا اغلب در آخرین لحظات یک فرد حضور دارند. در برخی موارد، اعتراف در بستر مرگ ممکن است به‌رغم قوانین دربارهٔ ادلهٔ افواهی، در دادگاهی قانونی مورد پذیرش حقوقی باشد. مانند گونه‌های دیگر اعتراف، برخی از اعترافات در بستر مرگ نیز دروغین هستند.

## انواع
این اعترافات می‌توانند از اعتراف به گناهانی که مرتکب شده‌اند تا جنایاتی که مرتکب شده یا شاهد بوده‌اند متغیر باشد. اغلبِ این اعترافات، گفته می‌شوند تا وجدان فرد در حال مرگ آرام بگیرد. یک نوع رایج اعتراف، مذهبی یا معنوی است. در بستر مرگ، افراد در حال مرگ به گناهان یا اشتباهاتی که در زندگی خود مرتکب شده‌اند اعتراف می‌کنند و بخشش می‌خواهند تا برپایهٔ دین خود به زندگی پس از مرگ بروند. ادیان مختلف پروتکل‌های متفاوتی برای اعتراف در بستر مرگ دارند، اما همهٔ ادیان به دنبال تسکین افراد در حال مرگ هستند. افراد همچنین ممکن است در هنگام مرگ به احساسات خود نسبت به فرد دیگری اعتراف کنند. این می‌تواند مرگ ناشی از کشمکش درونی را با پنهان کردن احساسات واقعی آن‌ها تسکین دهد. این احساسات می‌تواند از نفرت تا عشق و یا هرچیزی در این میان باشد.
خیلی از اعترافات مربوط به جنایتی است که فرد در حال مرگ مرتکب شده است، که بدیهی است پس از مرگ مجرم نمی‌تواند تعقیب شود. از سوی دیگر، کسی می‌تواند اعتراف کند که از جنایت ارتکاب‌یافته اطلاع داشته یا شاهد بوده است. اینجور اعتراف، که به عنوان «بیانیهٔ هنگام مرگ» شناخته می‌شود، بسته به شرایط بیانیه، گاهی می‌تواند در دادگاه برای صدور محکومیت کافی باشد. یکی دیگر از کاربردهای اعتراف در بستر مرگ در نظام عدالت کیفری، بازگشایی پرونده‌ای است که ممکن است برای خانواده یا دوستان قربانی بسته شود، حتی اگر پیگرد قانونی گزینه‌ای نباشد.
اعترافات در بستر مرگ می‌تواند شامل انواع دیگری از اعتراف نیز باشد. مثلاً پذیرش یا رد باورهای مذهبی، جرایم مالی  یا مسائل وابسته به پدری. اعترافات در بستر مرگ همچنین می‌توانند بی‌اهمیت باشند و نیازی به عواقب قانونی نداشته باشند. از نظر تاریخی، برای استدلال‌گران دینی رایج بوده است که ادعا کنند بی‌خدایان یا دادارباوران پس از مرگ به یک دین «پاک» گرویده‌اند. در حالی که برخی از موارد تغییر دین در بستر مرگ موضوعی است که پیشینهٔ عمومی دارد، نمونه‌های متعددی از چهره‌های مشهور عمومی — از جمله چارلز داروین، جرج واشنگتن و ولتر — وجود دارد که گفته می‌شود در بستر مرگ خود به دین خاصی گرویده‌اند. در این موارد خاص، چنین ادعاهایی به شکل‌های مختلف مورد مناقشه قرار گرفته یا بی‌درنگ رد شده‌اند.

### نمونه‌ها
نمونه‌هایی از اعتراف به جرم در بستر مرگ عبارتند از:
- اما آلیس اسمیت — ۸۳ سال پس از ناپدید شدن یک دختر ۱۶ ساله به نام اما آلیس اسمیت در سال ۱۹۲۶ در ساسکسِ انگلستان، مردی به نام دیوید رایت در سال ۲۰۰۹ ادعا کرد که عمهٔ بزرگش لیلیان اسمیت، خواهر اما آلیس اسمیت به برادرزاده‌اش گفته بود که در دههٔ ۱۹۵۰ از مردی در بستر مرگ که مدعی بود اما آلیس را در راه رفتن به ایستگاه قطار در هورام به قتل رسانده، اعتراف گرفته است. پرونده بازگشایی شد، نه برای یافتن قاتل، بلکه برای یافتن جنازهٔ دختر جوان تا برایش خاک‌سپاری مناسبی انجام دهند و تکلیف بستگانش را روشن کنند.[۵] در ۲۰۱۱، پلیس ساسکس به این نتیجه رسید که علی‌رغم اعتراف ادعایی در بستر مرگ، اما آلیس اسمیت به قتل نرسیده است و بلکه در واقع با مردی متأهل به نام توماس ویلز، فرار کرده است. پلیس به این نتیجه رسید که این زوج، احتمالاً در جمهوری ایرلند به سر می‌بردند.

- مارگارت گیبسون — در ۲۱ اکتبر ۱۹۶۴، مارگارت گیبسون بازیگر بازنشستهٔ ۷۰ سالهٔ آمریکایی، دچار سکتهٔ قلبی شد و سپس به قتل کارگردان فیلم ویلیام دزموند تیلور در ۱ فوریهٔ ۱۹۲۲، اعتراف کرد. در طول بازجویی، هرگز به گیبسون اشاره نشد و هیچ مدرک مانده‌ای به هیچ وجه به ارتباط میان تیلور و گیبسون پس از سال ۱۹۱۴ اشاره نکرد. همهٔ پرونده‌های پلیس و شواهد فیزیکی وابسته به قتل تیلور، تا سال ۱۹۴۰ ناپدید شده بودند و غیر از شواهد غیرمستقیم، هیچ تأییدی دال بر دخالت گیبسون در قتل به دست نیامد.[۶] البته اعتراف گزارش‌شدهٔ گیبسون[۷] با پیشینهٔ تاریخی شناخته‌شده در تضاد نیست.[۸][۹]

- جیمز واشنگتن — در سال ۲۰۱۲، جیمز واشنگتن به قتل جویس گودنر، زنی ۳۵ ساله در نشویل، اعتراف کرد که ۱۷ سال پیش آتش‌نشانان در خانه‌ای خراب جنازه‌اش را پیدا کردند. او در نهایت بهبود یافت و علی‌رغم تلاش برای اظهار ندامت از اعتراف خود، به قتل محکوم شد.[۱۰]

- ساتوشی کیریشیما — در ژانویهٔ ۲۰۲۴، مردی ژاپنی بر اثر سرطان بی‌درمان در بیمارستانی در کاماکورا، کاناگاوا درگذشت. چند روز پیش از مرگش، این مرد به پرستاران ادعا کرد که ساتوشی کیریشیما، تروریست تحت تعقیب مرتبط با جبههٔ مسلح شرق آسیا ضد ژاپن است که برای ۴۹ سال، از دستگیری فرار کرده بود. هنگام مرگ این مرد، کیریشیما یکی از افراد شدیداً تحت تعقیب در ژاپن بود که پوستر تعقیب او، در سراسر کشور پیدا می‌شد. با آزمایش دی‌ان‌ای در ۲ فوریه، تأیید شد که او کیریشیما بوده است.[۱۱][۱۲]